# NGC 6319
NGC 6319 је елиптична галаксија у сазвежђу Змај која се налази на NGC листи објеката дубоког неба.
Деклинација објекта је + 62° 58' 23" а ректасцензија 17h 9m 44,1s. Привидна величина (магнитуда) објекта NGC 6319 износи 13,5 а фотографска магнитуда 14,5. NGC 6319 је још познат и под ознакама UGC 10744, MCG 11-21-10, CGCG 321-15, IRAS 17092+6302, PGC 59717.